# میشیک قازاریان
میکائیل "میشیک" هایرازادی میشیک قازاریان (ارمنی: Միքայել "Միշիկ" Հայրազատի Ղազարյան؛ روسی: Мишик Айразатович Казарян؛ ۲۸ فوریهٔ ۱۹۴۸ – ۷ آوریل ۲۰۲۰) فیزیک‌دان اهل ارمنستان بود. وی عضو خارجی فرهنگستان ملی علوم ارمنستان بود.

## زندگی‌نامه
وی در ۲۸ فوریه ۱۹۴۸ در هرازدان به دنیا آمد و از انستیتو فیزیک و فناوری مسکو فارغ‌التحصیل گشت. وی همچنین برندهٔ جوایزی همچون جایزه دولتی اتحاد شوروی شده‌است. وی در ۷ آوریل ۲۰۲۰ در سن ۷۲ سالگی در مسکو به علت دنیاگیری کووید–۱۹ درگذشت.